# Lalla Romano
Lalla Romano (nació el 11 de noviembre de 1906 en Demonte –  murió el 26 de junio de 2001 en Milán) fue una novelista, poeta y periodista italiana.

## Vida y trabajo
Proviene de una familia notable de Piedmontese. Giuseppe Peano era su tío abuelo, y desde siempre estuvo interesada en pintar. Continuó pintando, obteniendo cierto reconocimiento durante su vida. Acudió a la Universidad de Turin donde Cesare Pavese le inculcó un fuerte interés en la escritura. Se graduó de la carrera de literatura y trabajó como bibliotecaria y profesora. Durante Segunda Guerra Mundial formó parte de los aliados. Después de que la guerra adquirió relevancia a través de escritos inspirados en experiencias personales.

## Legado
En 2009, se realizó una retrospectiva en Aosta.